# The Voice Generations
The Voice Generations è un programma televisivo italiano in onda in prima serata su Rai 1 dal 12 aprile 2024. Si tratta del terzo spin-off di The Voice of Italy, andato in onda su Rai 2 dal 2013 al 2019. Va in onda dallo studio 2000, del centro di produzione Rai di Via Mecenate a Milano.

## Il programma
Allo stesso modo della trasmissione da cui deriva, gli aspiranti cantanti di The Voice Generations si esibiscono davanti ad una giuria seduta su delle poltrone rosse con un pulsante davanti e completamente di spalle al cantante; essa è composta da quattro personaggi della musica italiana, definiti coach. Questi ultimi non saranno condizionati dall'aspetto fisico del concorrente, ma soltanto dalla voce, la quale sarà l'unico elemento necessario per far premere il pulsante e far girare uno o più coach, e di conseguenza far entrare il concorrente nel proprio team di appartenenza.
I quattro coach (a differenza di una giuria) vengono definiti tali poiché, man mano che formeranno le loro squadre, aiuteranno i concorrenti nel migliorare le loro doti canore durante la loro permanenza nel programma. Una particolarità del programma, unica nel suo genere, è il fatto che tutte le canzoni vengono eseguite da un'orchestra live presente in studio.
A differenza dell'edizione classica del programma, i partecipanti di The Voice Generations sono dei gruppi di diverse generazioni formati da minimo due componenti, uniti da un rapporto di sangue, d'amicizia o d'amore, e uniti dalla passione della musica.
La prima puntata del programma è la Blind Auditions, con i concorrenti selezionati dai giudici di spalle. Nel caso in cui più coach si voltano, sarà il concorrente a decidere a quale affidarsi. Ogni coach, inoltre, dispone di un Super Blocco attraverso il quale può bloccare un altro coach e impedirgli di scegliere il gruppo che si è precedentemente esibito.
Il vincitore del talent show è decretato dal pubblico in studio.

## Edizioni
Legenda:
- Team Arisa
- Team Clementino

- Team Gigi
- Team Loredana

| Edizione | Anno | Inizio    | Fine      | Rete  | Puntate | Concorrenti ammessi | Vincitori    | Finalisti          | Finalisti               | Finalisti             | Coach Vincitore | Conduzione        | Regia           | Coach (in ordine di sedia) | Coach (in ordine di sedia) | Coach (in ordine di sedia) | Coach (in ordine di sedia) |
| -------- | ---- | --------- | --------- | ----- | ------- | ------------------- | ------------ | ------------------ | ----------------------- | --------------------- | --------------- | ----------------- | --------------- | -------------------------- | -------------------------- | -------------------------- | -------------------------- |
| 1ª       | 2024 | 12 aprile | 19 aprile | Rai 1 | 2       | 8                   | Gino e Noemi | Soul Food Vocalist | Gaia, Nicolò e Giuseppe | Alessandra e Consuelo | Clementino      | Antonella Clerici | Sergio Colabona | Arisa                      | Clementino                 | Gigi D'Alessio             | Loredana Bertè             |

### Prima edizione (primavera 2024)
La prima edizione del programma è andata in onda il 12 e il 19 aprile 2024 su Rai 1 per due puntate con la conduzione di Antonella Clerici. I coach sono Arisa, Loredana Bertè, Clementino e Gigi D'Alessio.
I vincitori sono stati scelti attraverso il voto del pubblico in sala e a trionfare sono stati Gino e Noemi Scannapieco del team Clementino.

## Cast

### Conduzione
| Conduzione        | Edizione | Totale |
| Conduzione        | 1ª       | Totale |
| ----------------- | -------- | ------ |
| Antonella Clerici |          | 1      |

### Coach
| Coach          | Edizione | Totale |
| Coach          | 1ª       | Totale |
| -------------- | -------- | ------ |
| Arisa          |          | 1      |
| Clementino     |          | 1      |
| Gigi D'Alessio |          | 1      |
| Loredana Bertè |          | 1      |

## Team
- Vincitore
- Super-finalista

- Eliminato alla finale

### Prima edizione
| Clementino #TeamClementino | Clementino #TeamClementino | Loredana Bertè #TeamLoredana             | Loredana Bertè #TeamLoredana | Gigi D'Alessio #TeamGigi | Gigi D'Alessio #TeamGigi | Arisa #TeamArisa      | Arisa #TeamArisa    |
| -------------------------- | -------------------------- | ---------------------------------------- | ---------------------------- | ------------------------ | ------------------------ | --------------------- | ------------------- |
| Gino e Noemi               | Anna ed Erica              | Gaia Gentile, Nicolò Pantaleo e Giuseppe | Ornella e Lilla              | Soul-Food Vocalist       | Andrea e Raffaella       | Alessandra e Consuelo | Giuseppe e Giovanna |

## Audience
| Edizione | Rete televisiva | Anno | Stagione  | Programmazione | Programmazione | Programmazione | Programmazione | Programmazione | Programmazione | Programmazione | Totale         | Totale | Première       | Première | Finale         | Finale |
| Edizione | Rete televisiva | Anno | Stagione  | L              | M              | M              | G              | V              | S              | D              | Telespettatori | Share  | Telespettatori | Share    | Telespettatori | Share  |
| -------- | --------------- | ---- | --------- | -------------- | -------------- | -------------- | -------------- | -------------- | -------------- | -------------- | -------------- | ------ | -------------- | -------- | -------------- | ------ |
| 1ª       | Rai 1           | 2024 | primavera |                |                |                |                |                |                |                | 3 482 000      | 21,56% | 3 450 000      | 22,14%   | 3 514 000      | 20,98% |